# Кенму
Кенму (建武) је јапанска ера (ненко) првог раздобља Муромачи периода, познатог још и као период јужног и северног двора. Настала је после Шокјо и пре Рјакуо ере. Иако је ова ера прихваћена од стране оба двора сматра се да је званично дошла након Генко и пре Енген ере.
Временски је трајала од јануара 1334. до августа 1338. на Северном двору тј. до фебруара 1336. на Јужном двору. Владајући цареви били су Го-Даиго на југу и Комјо на северу.

## Важнији догађаји Кенму ере
- 1333–1336. (Кенму 1): Цар Го-Даиго започео је Кенму обнову како би повратио царску моћ наспрам доминантног Камакура шогуната. Краткотрајна рестаурација била је спречена од стране Ашикаге Такауџија који је у новом Муромачи периоду искористио прилику и створио Ашикага шогунат. Због ове неуспешне обнове власт је подељена на два двора, један на северу и један на југу који ће сваки водити свој део земље све до 1392. године кад поново долази до уједињења.[4]
- 1334. (Кенму 1): Цар Го-Даиго покреће стварање књиге „Кенму ненчу гјоџи“. У њеном тексту описане су церемоније на двору, обичаји и протокол понашања са људима племенитог рода.[5]
- 25. октобар 1334 (Кенму 1, двадесетседми дан деветог месеца): Цар Го-Даиго одлази у званичну посету Камо храму.[6] После њега ниједан цар неће отићи у посету овом храму све до 29. априла 1863. (Ера Бункју 3, једанаести дан трећег месеца), када цар Комеи са шогуном, даимјоима и дворским званичницима направе ту посету скоро 230 након последње званичне посете.[7]
- 1336. (Кенму 3): Непознати аутор штампа хронике Кему ере „Кенму ненкан ки“. Текст пружа важне информације о законима, влади, бирократији, земљишту и поседима које је цар дао племићима и религиозним институцијама.[8]
- 1336. (Кенму 3): Ашикага Такауџи прогласио је „Кенму-шикимоку“, правни код са 17 тачака који је ограничио понашање племића.[9][10]